# Blauwvintonijn
De blauwvintonijn (Thunnus thynnus) is een straalvinnige vis uit de orde van de baarsachtigen (Perciformes) en de familie makrelen (Scombridae). De blauwvintonijn is de grootste en tevens een van de bekendste soorten tonijnen (geslacht Thunnus). Ze kunnen maximaal 5 meter lang worden en 460 kilogram wegen.
De blauwvintonijn komt voor in zowel het noorden als de zuidelijke delen van de Atlantische Oceaan. In de Middellandse Zee komt de blauwvintonijn eveneens voor, hier is het belangrijkste paaigebied gelegen.
De blauwvintonijn wordt beschouwd als een van de hoogst ontwikkelde vissen vanwege het gestroomlijnde lichaam, de bijzondere lichaamsaanpassingen om warmte vast te houden zoals het aangepaste hart en het vermogen om zeer snel te zwemmen. De lichaamskleur is hoofdzakelijk blauw, de staartvin is zwart en de buikvinnen en kleine vinnen op de staart zijn geel van kleur. De blauwvintonijn kan door het vasthouden van lichaamswarmte zeer snel en langdurig zwemmen waardoor grote afstanden kunnen worden afgelegd. Jonge blauwvintonijnen blijven bij elkaar en vormen scholen. De volwassen exemplaren kunnen tientallen jaren oud worden.
De blauwvintonijn leeft voornamelijk van vissen en andere dieren. De tonijn valt zelf ten prooi aan grotere roofdieren zoals de orka. Het is een van de bekendste vissoorten die commercieel wordt gevangen voor menselijke consumptie.
De blauwvintonijn werd als gevolg van langdurige overbevissing door de mens gezien als een bedreigde diersoort. Sinds 2021 wordt de soort als niet meer bedreigd beschouwd.

## Naamgeving en taxonomie

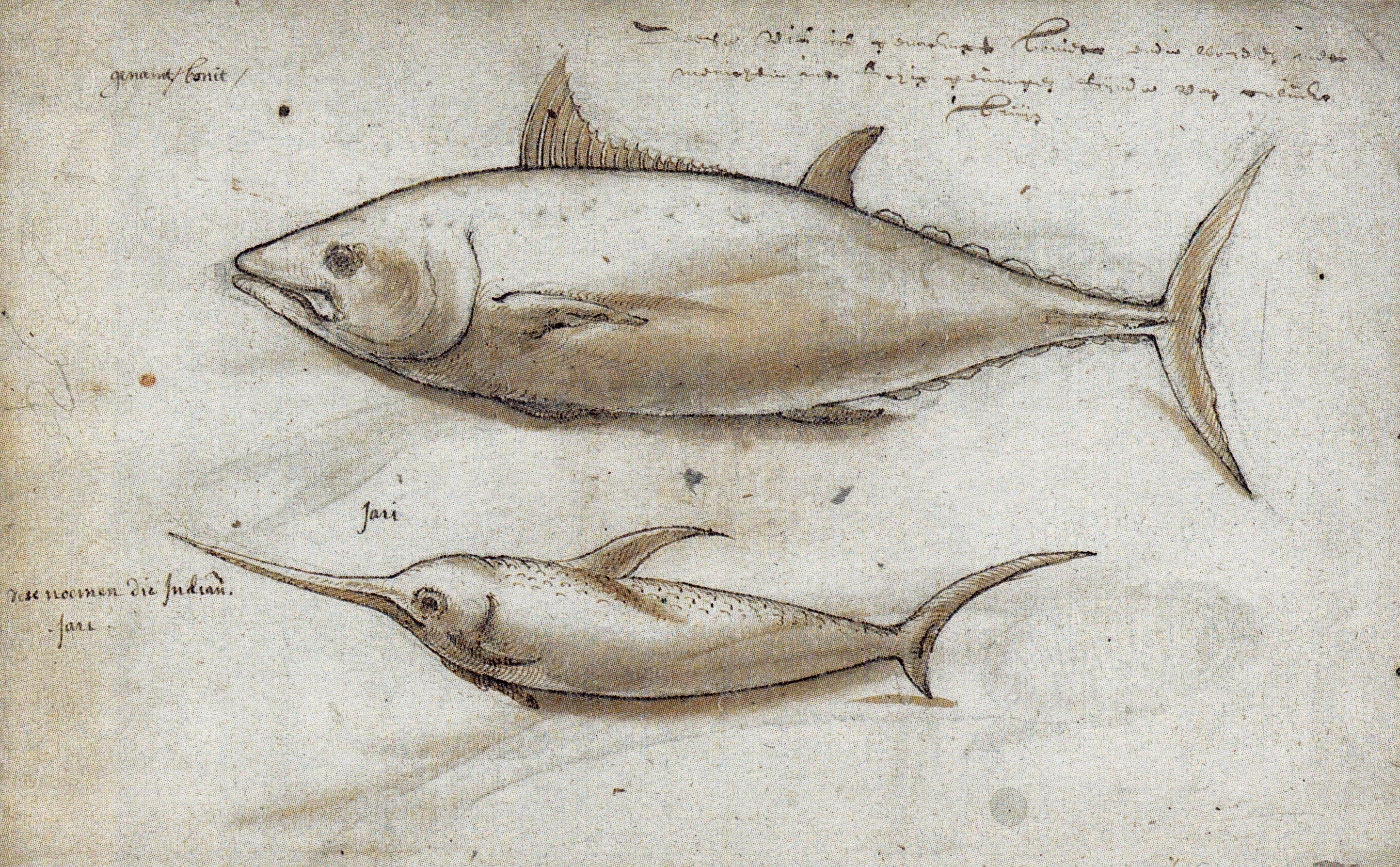
Een tekening van de blauwvintonijn (boven) en een zwaardvis, uit het scheepslogboek van het VOC- schip Gelderland. De tekening is gemaakt door Joris Joostensz Laerle tussen 1601 en 1603.

De bekendste Nederlandstalige namen voor deze soort zijn gewone tonijn en blauwvintonijn. Daarnaast worden andere namen wel gebruikt, zoals gewone blauwvintonijn, Atlantische blauwvintonijn en reuzentonijn. De bekendste Nederlandstalige naam blauwvintonijn slaat op de vinnen, die blauwgrijs zijn en niet geel zoals die van verwante soorten tonijnen.
In de Engelse taal wordt de blauwvintonijn wel aangeduid met horse mackerel; wat letterlijk 'paarden-makreel' betekent. Deze naam wordt in de Engelse taal ook voor verschillende andere vissen gebruikt die niet direct verwant zijn, zoals horsmakrelen en het niet-verwante loodsmannetje (Naucrates ductor).
De wetenschappelijke naam van de blauwvintonijn werd voor het eerst gepubliceerd door Carl Linnaeus in 1758. Oorspronkelijk werd de wetenschappelijke naam Scomber Thynnus gebruikt. Deze naam is niet geheel correct aangezien de soortnaam thynnus met een kleine letter zou moeten worden geschreven.
De oorspronkelijke geslachtsnaam Scomber is afkomstig van het woord voor makreel in het klassieke Latijn scomber, met als nevenvorm scombrus. Het is een leenwoord uit het Oudgrieks voor de makreel, namelijk σκόμβρος skómbros. In 1896 werd de blauwvintonijn voor het eerst beschreven als Thunnus thynnus door de biologen Jordan en Evermann die de geslachtsnaam Thunnus introduceerden. De blauwvintonijn is later beschreven onder de namen Thynnus thynnus, Thunnus vulgaris en Albacora thynnus.
De huidige naam van het geslacht Thunnus (tonijnen) is afgeleid van het woord voor tonijn uit het klassieke Latijn, namelijk thunnus met de nevenvorm thynnus. Dit Latijnse woord is een leenwoord uit het Oudgrieks, θύννος, dat eveneens tonijn betekent. Meerdere bronnen wijzen op een mogelijk verband met θύνω, zich onstuimig bewegen/voorstormen, verwant met het Sanskriet dhȗnana-m, met de betekenis schudden, heen en weer bewegen. Andere bronnen zetten vraagtekens bij deze mogelijke herkomst van θύνω. Anderzijds kan θύννος afgeleid zijn van het woord tannīn, het Hebreeuwse woord voor zeemonster,, groot waterdier, walvis, of haai.
De Nederlandse naam tonijn zou afkomstig zijn van het Oudfranse woord tonine, of t(h)onnin, het Italiaanse tonnina of het Spaanse tonína. De vormen zijn te herleiden naar het middeleeuws-latijnse tunina. afgeleid van Latijn tunnus, een nevenvorm van thynnus. In de Middeleeuwen kwamen meerdere vormen in het Latijn voor als thunnina, tonnina, tonina en tynnina.
Naast de hier besproken (gewone) blauwvintonijn zijn er twee andere tonijnsoorten die blauwvintonijn worden genoemd. Dit zijn de zuidelijke blauwvintonijn (Thunnus maccoyii) en de 'Pacifische' blauwvintonijn Thunnus orientalis, deze laatste soort heeft geen officiële Nederlandstalige naam.

### Indeling
De blauwvintonijn behoort tot de familie van de makrelen (Scombridae) en het geslacht echte tonijnen (Thunnus). Ook soorten uit andere geslachten van de familie makrelen worden 'tonijn' genoemd en de naam is dus niet specifiek voor het geslacht.
De familie van makrelen bestaat uit 55 soorten die verder verdeeld zijn in 15 geslachten. Sommige geslachten zijn monotypisch, ze worden vertegenwoordigd door slechts een enkele soort. Een voorbeeld is het geslacht van de gestreepte tonijnen (Katsuwonus) waartoe enkel de echte bonito of gestreepte tonijn (Katsuwonus pelamis) behoort. Makrelen hebben een vergelijkbare lichaamsbouw, het zijn allemaal snelle vissen die overal ter wereld voorkomen. Een relatief groot aantal soorten is van commercieel belang voor de visserij.
Vroeger werden er twee ondersoorten erkend: Thunnus thynnus thynnus en Thunnus thynnus orientalis. Deze laatste ondersoort werd later als een aparte soort erkend; Thunnus orientalis. Deze soort leeft niet in de Atlantische maar in de Grote Oceaan.

## Verspreiding en habitat
De blauwvintonijn komt voornamelijk voor in de Atlantische Oceaan maar delen van het verspreidingsgebied liggen in andere zeeën. De vis komt voor van het zuidelijkste deel van de Atlantische oceaan tot noorden van Ierland en zelden tot IJsland aan de oostkust. Ook nabij Groenland werd in zeldzame gevallen blauwvintonijn waargenomen. De blauwvintonijn is ook te vinden in delen van de Noordzee en de gehele Middellandse Zee. Aan de oostkust van het Amerikaanse continent is de tonijn te vinden van grofweg Newfoundland in het noorden tot het uiterste zuidelijke puntje van Zuid-Amerika in het zuiden.
In de Kaspische Zee en de Zwarte Zee wordt de soort beschouwd als uitgestorven. Vaak wordt ook vermeld dat de blauwvintonijn ook in de Grote Oceaan voorkomt. Dit is echter een vergissing, het gaat om de soort Thunnus orientalis. Deze soort werd vroeger wel als een ondersoort van de blauwvintonijn gezien (Thunnus thynnus orientalis), maar tegenwoordig wordt dit niet meer erkend.
Het enorme verspreidingsgebied wordt verklaard door de warmbloedige levenswijze, waardoor de tonijn grote afstanden kan afleggen. Van sommige exemplaren is bekend dat ze binnen een tijdsbestek van een jaar meerdere malen de Atlantische Oceaan oversteken. Van enkele exemplaren is bekend dat ze de Atlantische Oceaan kunnen oversteken in een tijdsbestek van twee maanden. In tegenstelling tot andere vissen kan de blauwvintonijn door de permanent verhoogde lichaamstemperatuur in relatief koude wateren zwemmen.
De blauwvintonijn leeft op open zee, dieren die een dergelijke biotoop hebben worden ook wel pelagisch genoemd. De blauwvintonijn kan worden aangetroffen van dicht bij het wateroppervlak tot bijna 1000 meter onder zeeniveau. Meestal zwemt de vis op een diepte van minder dan 100 meter onder de waterspiegel. Er is een verschil in het biotoop van de jongere tonijnen en oudere exemplaren. De juvenielen blijven vlak onder het wateroppervlak om te jagen, hier is het veel warmer omdat het wordt beschenen door de zon. Een dergelijke leefomgeving wordt wel de epipelagische zone of fotische zone genoemd. Alleen oudere dieren komen op grotere dieptes tot ongeveer een kilometer onder het wateroppervlak, deze zone wordt wel schemerzone of mesopelagische zone genoemd.

### Ontdekking van het verspreidingsgebied
De blauwvintonijn maakt trektochten van de voedselgebieden naar de paaiplaatsen, waar de eieren worden afgezet. Deze trektochten worden al sinds lange tijd bestudeerd. In 1920 onderzocht de Italiaan Massimo Sella deze trektochten door de tonijn te markeren en naar haken in de bek te kijken. Later werden in de bek van exemplaren uit de Middellandse Zee vishaken aangetroffen die alleen gebruikt werden in de Azoren. In de bek van blauwvintonijnen uit Spanje werden vishaken gevonden die karakteristiek waren voor haken uit Noorwegen.
Daarnaast werd een vishaak aangetroffen in de Middellandse zee die afkomstig leek uit de Verenigde Staten. In deze tijd was nog niet bekend dat de tonijnen aan de westelijke (Amerikaanse) zijde van de Atlantische Oceaan en die aan de oostelijke zijde (Europa en Afrika) zich van de ene naar de andere kant van de oceaan verplaatsten. In 1954 werden enkele exemplaren gemerkt in Massachusetts (VS). Deze werden later aangetroffen in de Golf van Biskaje, tussen Spanje en Frankrijk waardoor de verbinding tussen de oostelijke en de westelijke populaties definitief werd aangetoond.
De blauwvintonijn kwam tot in de jaren zestig ook voor in de Noordzee, tot aan de Doggersbank. Anno 2020 is de vis hier zeldzaam en spoelt af en toe aan. In juli 2005 werd een half vergane kop van de blauwvintonijn aangetroffen op het strand van Wassenaar. Een sterk rottend exemplaar werd in oktober 2013 op het strand van Ritthem gevonden. De blauwvintonijnen die in de Noordzee terechtkomen kunnen worden gezien als dwaalgasten.

## Lichaamskenmerken

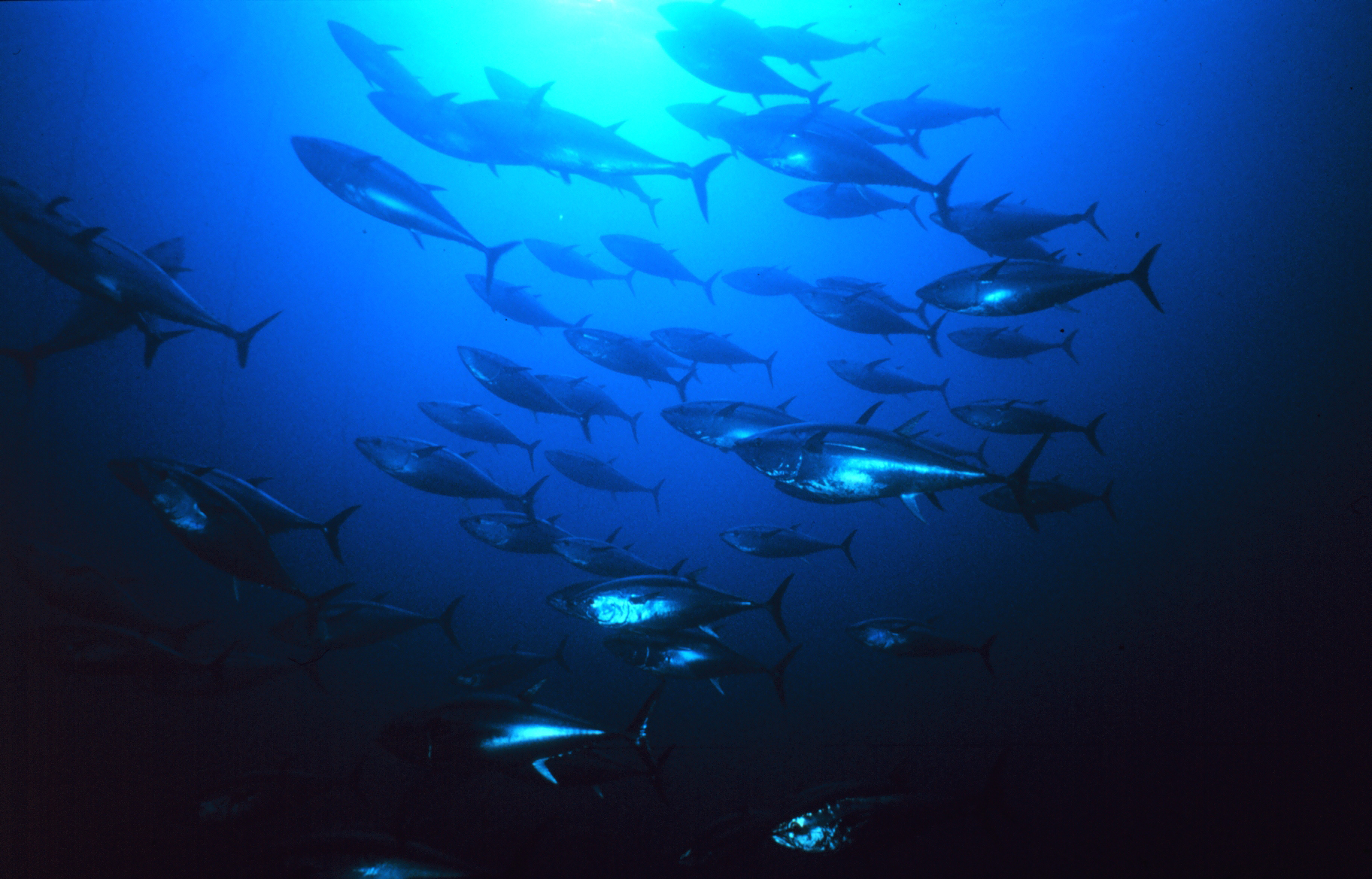
De blauwvintonijn heeft een zilverachtige kleur, een donkere rugzijde en een halvemaan-vormige staartvin.

De blauwvintonijn is van alle tonijnen de grootste soort, de vis heeft een donkerblauwe bovenzijde en een zilverachtige buikzijde. De blauwvintonijn kan een lichaamslengte van meer 4,5 meter bereiken. Het zwaarste exemplaar ooit gevangen had een lichaamsgewicht van 684 kilo. In sommige bronnen wordt een lichaamslengte van vijf meter en een gewicht van achthonderd kilo gegeven voor de grootste exemplaren. Het grootste met een hengel gevangen exemplaar mat 3,04 meter en woog 679 kilogram. De meeste blauwvintonijnen blijven aanzienlijk kleiner en worden twee tot drie meter lang. Dergelijke exemplaren bereiken een gewicht van drie- tot vijfhonderd kilo.
De lichaamsvorm is torpedoachtig, de voorzijde van het lichaam loopt taps toe en het midden van het lichaam heeft een bijna ronde doorsnede. De huid van de blauwvintonijn is relatief dik, de schubben op de huid zijn vrij klein. Aan de onderzijde van het lichaam is een verstevigd deel van de huid aanwezig dat loopt van de achterzijde van het lichaam tot voorbij de borstvin. De onderzijde van het lichaam is donkerder gekleurd ten opzichte van de rest van de buikzijde en is voorzien van rijen lichtere vlekjes tot onderbroken strepen.

### Kop
De kop van de blauwvintonijn is spits en lang in vergelijking met andere soorten tonijnen. De ogen zijn relatief klein. De kieuwdeksels zijn duidelijk zichtbaar door de ronde vorm aan de zijkant van de voorzijde van de kop. De kieuwen dienen niet alleen om te ademen maar tevens om zich te voeden. De blauwvintonijn filtert het zeewater dat de kieuwen in stroomt en haalt hier voedseldeeltjes uit, zie onder het kopje voedsel. De kieuwboog heeft 34 tot 43 verschillende benige uitsteeksels die het zwevend materiaal opvangen. Bij andere soorten tonijnen verschilt het aantal uitsteeksels, de grootoogtonijn (Thunnus obesus) bijvoorbeeld heeft 23 tot 31 van dergelijke kieuwbooguitsteeksels.

### Vinnen

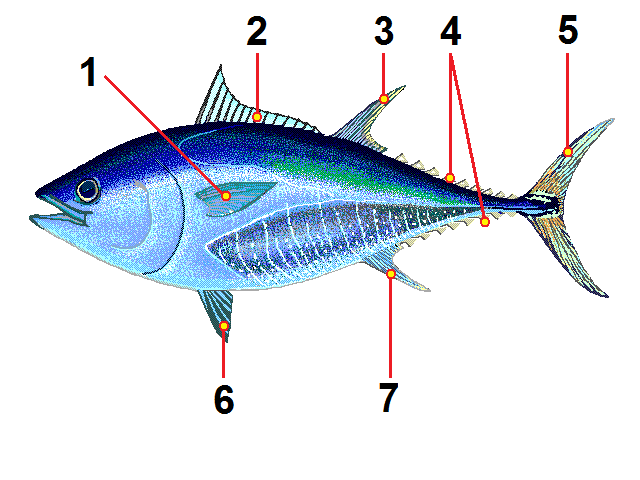
Vinnen van de blauwvintonijn.

De tonijn dankt zijn snelheid tijdens het zwemmen niet alleen aan het gestroomlijnde lichaam maar voornamelijk aan de vorm van de vinnen. De tonijn heeft borstvinnen aan weerszijden van het lichaam. Deze worden ook wel pectorale vin genoemd en ze kunnen tijdens het zwemmen in een groeve worden geborgen. De blauwvintonijn is aan zijn borstvinnen te onderscheiden doordat ze zo klein zijn, ze zijn altijd korter dan de kop. Naarmate de vis ouder wordt, verandert de relatieve lengte van de borstvin.
De vinnen aan de bovenzijde bestaan uit de eerste en tweede rugvin. De eerste rugvin is veel langer dan de tweede en is bovendien voorzien van duidelijke stralen. Dit zijn er altijd 12 tot 14, de kleur van de eerste rugvin is gelig tot blauw. Vlak achter de eerste rugvin is de tweede rugvin gepositioneerd, deze is duidelijk hoger maar veel smaller dan de eerste vin. Deze vin bestaat uit 13 tot 15 stralen. De kleur van de tweede rugvin is roodachtig bruin. De achterste punt van de borstvin reikt nooit tot de grens tussen de eerste en tweede rugvin, in tegenstelling tot veel andere echte tonijnen. Tussen de tweede rugvin en de staartvin is een rij kleine, verharde vinnetjes aanwezig, ook aan de onderzijde van het lichaam. Dit zijn er altijd zeven tot tien. Deze vinnetjes zijn niet beweeglijk, ze zijn geel van kleur met een donkere tot zwarte rand. De functie van de vinnetjes is het verminderen van de weerstand, ze verhogen tevens de opwaartse kracht en maken de afvloeiing van water efficiënter.
De staart is kegelvormig en vanaf de zijkant bezien driehoekig van vorm. De staartbasis is benig en plat, wat turbulentie vermindert. Op de sterk afgesnoerde staartwortel zijn drie opstaande randen of kielen aanwezig die eenzelfde functie hebben. Ook de manier van zwemmen waarbij de staartvin heen en weer wordt bewogen -en niet het gehele lichaam- vermindert trillingen. De staartvin is sterk halvemaanvormig, de kleur is donker tot zwart.
Aan de onderzijde van het lichaam zijn aan de voorzijde de gepaarde buikvinnen gelegen. Hierachter is de enkelvoudige aarsvin gepositioneerd. De aarsvin heeft een gele kleur met een donkere rand. De aarsvin is de kleinste vin, dit in tegenstelling tot andere grotere tonijnen. Er zijn uitzonderingen zoals de grootoogtonijn (Thunnus obesus), waarbij de buikvinnen het kleinst zijn. De aarsvin van de blauwvintonijn heeft 11 tot 15 stralen.

### Inwendige anatomie

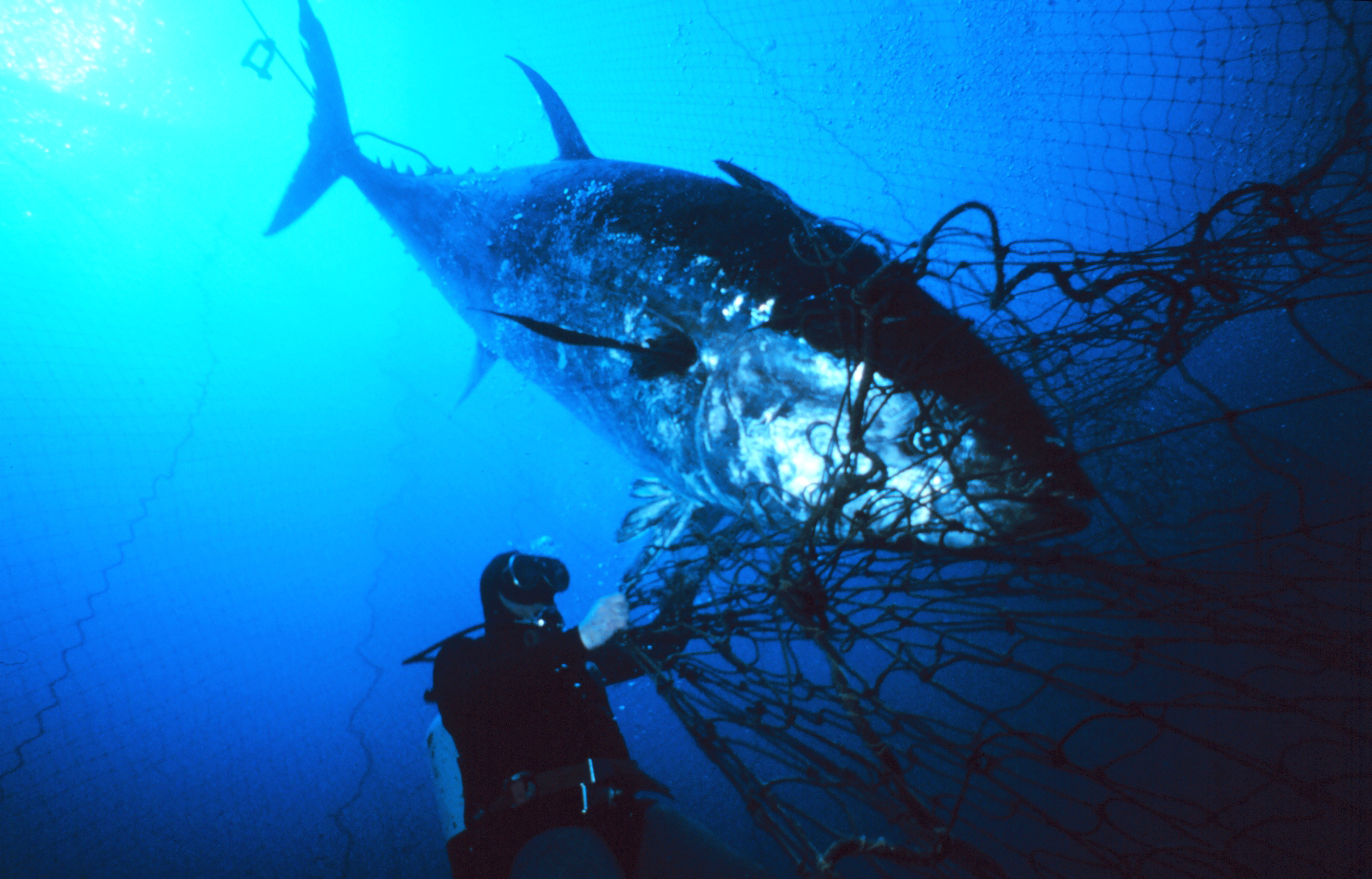
Als een tonijn in een net terechtkomt is het dier verloren; een tonijn moet voortdurend blijven zwemmen om aan voldoende zuurstof te komen.

De blauwvintonijn heeft twee soorten spierweefsel, rood spierweefsel en wit spierweefsel. De witte spieren zijn gelegen in het grootste deel van het lichaam. Het rode spierweefsel is alleen gelegen aan weerszijden van het ruggenmerg. De rode spieren lopen hier door het gehele lichaam, in tegenstelling tot andere vissen die tot de makrelen behoren. Bij andere makrelen is het rode spierweefsel alleen aanwezig in een veel kleiner deel aan weerszijden van het lichaam. Door de relatief grote massa van het rode spierweefsel is de blauwvintonijn in staat om zijn lichaamswarmte vast te houden. De vis vertoont hierdoor in tegenstelling tot de meeste vissen kenmerken van warmbloedigheid. Tijdens het zwemmen wordt door de spieren warmte opgewekt. Bij alle vissen wordt de warmte afgevoerd doordat het bloed langs de kieuwen stroomt om zuurstof op te nemen. De kieuwen werken bij de meeste vissen als een soort warmtewisselaar die het lichaam koelen.
Bij de tonijnen wordt de warmte vastgehouden in het lichaam, waardoor de lichaamstemperatuur van de vis hoger is dan het omringende water. Dit is ook van andere tonijnen bekend -en daarnaast sommige haaien- maar het verschijnsel is bij de blauwvintonijn het best onderzocht. Het warme bloed wordt door parallel aan elkaar liggende bloedvaten afgegeven aan het inkomende koudere bloed dat afkomstig is van de kieuwen. Het witte spierweefsel, aan de buitenzijde van het lichaam, heeft een temperatuur van 21 graden Celsius. Het rode spierweefsel heeft een temperatuur van 31 graden C.
Het hart van de blauwvintonijn bevat afgekoeld bloed en is afgeschermd van de aderen die warm bloed transporteren. De omgeving van de kop waarin zich de hersenen en de ogen bevinden zijn voorzien van aderen die warm bloed toevoeren en zijn daardoor warmer dan de rest van de kop. De ogen en hersenen van de tonijn kunnen hierdoor efficiënter worden gebruikt om op grotere dieptes te jagen. In diepe wateren is het veel kouder en kunnen andere vissen minder snel reageren op zintuiglijke waarnemingen door de lagere temperatuur van het lichaam.
De jonge blauwvintonijnen hebben dit vermogen kennelijk nog niet geheel ontwikkeld aangezien zij zich meestal vlak onder het wateroppervlak bevinden. Hier is het water warmer omdat het door de zon wordt opgewarmd.
De lichaamswarmte van de tonijn maakt een snellere stofwisseling mogelijk. De vis heeft hierdoor relatief meer zuurstof nodig. Het oppervlak van zuurstofopnemende cellen in de kieuwen van de blauwvintonijn is hiertoe dertig keer zo groot als dat van andere vissen. Bijna de helft van de zuurstof dat langs de kieuwen vloeit wordt zo opgenomen. Het nadeel is dat de vis altijd moet blijven zwemmen, als de blauwvintonijn stopt met zwemmen krijgt het lichaam te weinig zuurstof en vindt verstikking plaats. Biologen die de blauwvintonijn vangen en later terugzetten om de vis te bemonsteren of te merken, moeten dan ook continu water door de bek spoelen om de kieuwen van zuurstof te voorzien.

### Onderscheid met andere soorten
Andere soorten tonijnen blijven meestal kleiner, of hebben afwijkende kleuren of een andere vorm van bepaalde lichaamsdelen. Een voorbeeld is het aantal stekels in de grootste (voorste) rugvin. De witte tonijn (Thunnus alalunga) heeft een veel langere borstvin in vergelijking met de blauwvintonijn. De geelvintonijn (Thunnus albacares) heeft een gele kleur vinnen, daarnaast zijn de aarsvin en de achterste borstvin veel langer. De vinnetjes tussen aarsvin en staartvin hebben donkere randen. De bekende grootoogtonijn (Thunnus obesus) heeft duidelijk grotere ogen en een grotere kop. De echte bonito of gestreepte tonijn blijft aanmerkelijk kleiner en heeft een strepentekening.

## Ecologie

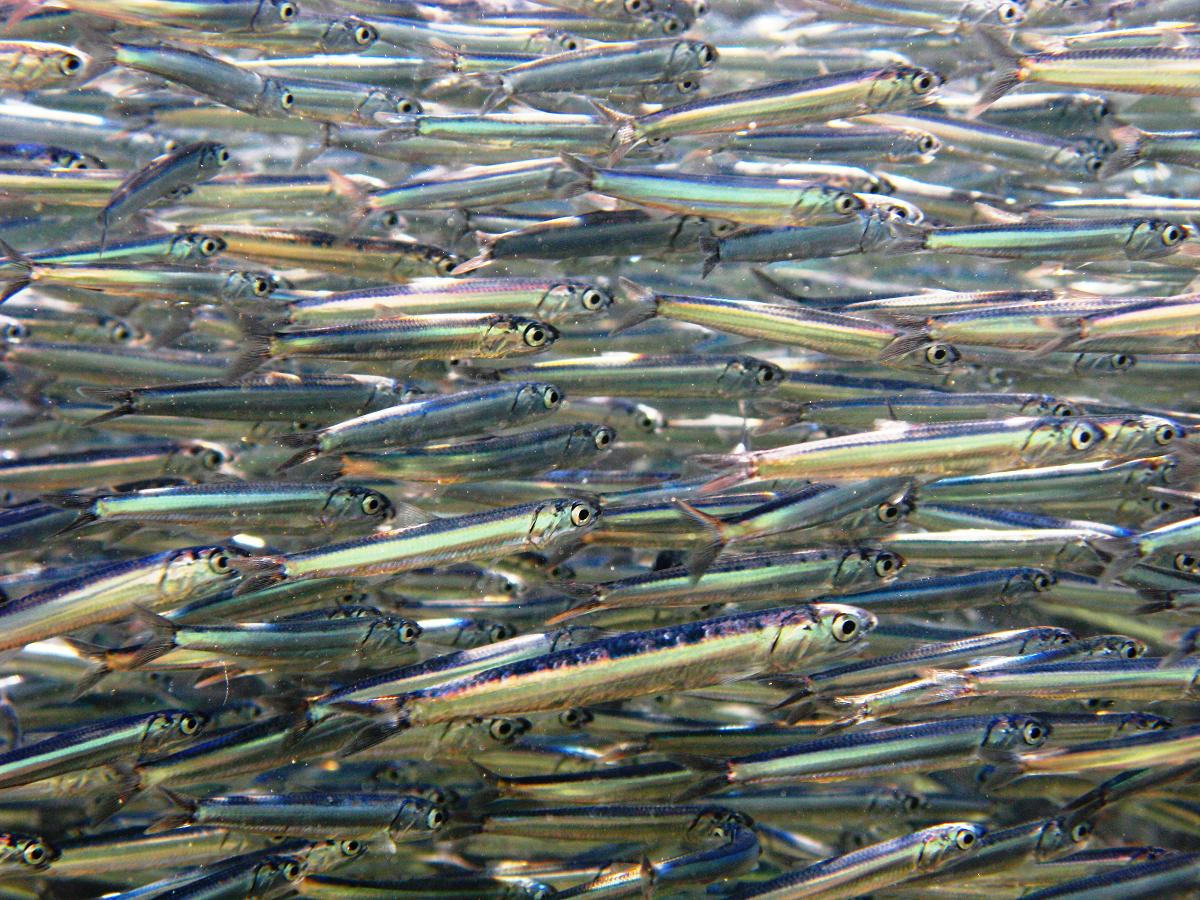
De blauwvintonijn jaagt onder andere op scholen ansjovis.

De blauwvintonijn eet vooral vissen maar daarnaast worden andere dieren buitgemaakt, zelden worden plantendelen gegeten. De tonijn heeft ook verschillende vijanden, met als belangrijkste de grote rovende zoogdieren zoals de orka. De blauwvintonijn heeft daarnaast te lijden onder verschillende voedselconcurrenten en parasieten.

### Voedsel en jacht
Het voedsel bestaat voornamelijk uit andere straalvinnige vissen, waaronder kleine makrelen waartoe de blauwvintonijn zelf behoort. Daarnaast worden gepen, ansjovis en haringen gegeten en ook vissen zoals palingachtigen, de roodbaars, de lodde en de leng. Andere bekende prooidieren zijn zeesterren, haaien, inktvissen en kreeftachtigen. In de maag zijn prooien aangetroffen tot vier kilo.
De blauwvintonijn zwemt normaal gesproken gemiddeld 13 kilometer per uur, hierbij worden de rode spieren gebruikt. De blauwvintonijn moet constant zwemmen om voldoende zuurstof binnen te krijgen. Bij het jagen op prooidieren of het vluchten voor een vijand wordt het witte spierweefsel gebruikt en kan een snelheid van meer dan 40 km per uur worden bereikt. De blauwvintonijn is een van de snelste onderwaterdieren; de vis kan een topsnelheid behalen van 72,5 km per uur.
Naaste grotere prooidieren wordt ook plankton gegeten dat uit het water wordt gefilterd. De blauwvintonijn moet door zijn grote zuurstofbehoefte constant water door de kieuwen stuwen en de kieuwopeningen zijn aangepast om kleine diertjes die in het water zweven eruit te filteren en te verzamelen zodat ze kunnen worden doorgeslikt. De kieuwen hebben hiertoe speciale uitsteeksels, zie ook onder het kopje kop.
Ten slotte is van de blauwvintonijn ook beschreven dat plantaardig materiaal wordt gegeten, zoals kelp. Deze algen worden echter sporadisch gegeten zodat de blauwvintonijn in hoofdzaak als een vleeseter of carnivoor wordt aangemerkt en niet als een alleseter of omnivoor.

### Vijanden
De meeste tonijnen worden gegeten als ze nog jong en klein zijn en vallen ten prooi aan andere roofvissen. Voorbeelden zijn andere makrelen waaronder andere soorten tonijnen, haaien, zeevogels en de zwaardvis (Xiphias gladius).
De belangrijkste natuurlijke vijand van de blauwvintonijn is de orka (Orcinus orca). Dit is een van de weinige roofdieren die in staat is om een volwassen tonijn buit te maken. De orka jaagt de tonijn op, waarbij de vissen soms in ondiepe wateren terechtkomen. De orka probeert de nekwervels door te bijten om de tonijn te doden. Daarnaast wordt de blauwvintonijn gegeten door grienden (geslacht Globicephala).
De eitjes van de blauwvintonijn worden door vele dieren gegeten, zoals vissen en kreeftachtigen. Zelfs de larven van kwallen -ephyrae genoemd- eten de eitjes van de tonijn.
Naast vijanden heeft de blauwvintonijn verschillende voedselconcurrenten, dit zijn andere dieren die op dezelfde prooi jagen. De belangrijkste voedselconcurrenten zijn andere makrelen zoals andere tonijnsoorten. Daarnaast jagen andere grotere vissen zoals zeilvissen (Istiophoridae) op dezelfde prooidieren.

### Parasieten
Op de blauwvintonijn zijn verschillende parasieten aangetroffen. Dit zijn organismen die op een gastheer leven en ze richten meestal schade aan. Het betreft in totaal ongeveer 72 soorten die tot verschillende diergroepen behoren. De parasieten zijn te vinden op verschillende lichaamsdelen, waar ze zich gespecialiseerd hebben. Een voorbeeld is het parasitaire roeipootkreeftje Euryphorus brachypterus, die zich in de kieuwen nestelt. Het roeipootkreeftje Brachiella thynni behoort tot dezelfde groep, maar is alleen op de vinnen te vinden. Didymosulcus katsuwonicola behoort tot de platwormen en leeft op de kieuwen van de tonijn.
Andere parasieten die op de blauwvintonijn leven zijn verschillende soorten zuigwormen (Trematoda) en rondwormen (Nematoda).

### Voortplanting en ontwikkeling

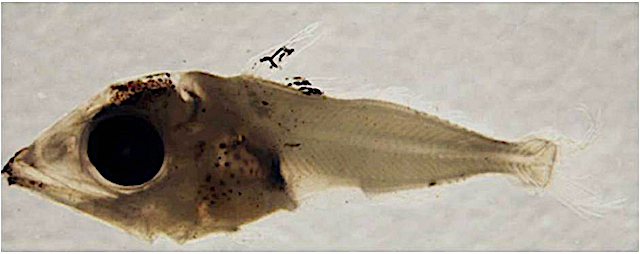
De larve van een tonijn heeft relatief grote ogen.

De blauwvintonijn heeft twee belangrijke paaiplaatsen, een in de Middellandse Zee en een tweede in de Golf van Mexico. Tijdens de voortplantingstijd wordt nauwelijks gegeten. De mannetjes en vrouwtjes vormen paringsgroepen waarbij de vrouwtjes hun eieren lozen en de mannetjes hier hun spermacellen over uitspuiten. Het paaien vindt plaats bij een temperatuur van 24,8 tot 29,5 graden Celsius in de Golf van Mexico en van exemplaren in de Middellandse Zee is bekend dat ze paaien bij een temperatuur van 18,9 tot 21,1 graden C.
De blauwvintonijn is eierleggend en zet de eitjes af in de paaitijd, in de Middellandse Zee worden de eieren en larven aangetroffen vanaf juni en juli. De eieren zijn klein en hebben een diameter van ongeveer 1 tot 1,2 millimeter. De eieren worden in grote hoeveelheden afgezet, het totale aantal eieren dat een vrouwtje gedurende het broedseizoen ter wereld brengt wordt geschat op meer dan tien miljoen.
De eitjes worden niet op de bodem afgezet zoals bij veel andere zeevissen het geval is. De eieren hebben een groot drijfvermogen en blijven dicht onder het wateroppervlak. Dit dient waarschijnlijk niet om aan onder water levende vijanden te ontkomen maar om de eieren beter te verspreiden. In de paaigebieden kunnen ongeveer 100 tot 1000 eitjes per vierkante kilometer worden aangetroffen. Als de eieren uitkomen komt de larve tevoorschijn. De larven van de blauwvintonijn lijken totaal niet op de oudere vissen. De larven van de verschillende echte tonijnen uit het geslacht Thunnus lijken onderling juist sterk op elkaar en zijn anatomisch moeilijk te onderscheiden. De larve van de blauwvintonijn is van alle andere tonijnen te herkennen aan de donker gekleurde bovenzijde van de staart. De kop van de larven is relatief zeer groot en is bijzonder hoekig en niet gestroomlijnd. Wat direct opvalt zijn de relatief enorme ogen die het grootste deel van de kop beslaan.
De larven zijn ongeveer 3 millimeter als ze het ei verlaten en groeien met een snelheid van ongeveer 1 millimeter per dag. Als de larven veranderen in een jonge tonijn zoeken ze elkaar op en vormen scholen. De exemplaren zoeken een school met tonijnen die ongeveer even groot zijn, ongeacht de leeftijd. Een school kan bestaan uit de juvenielen van verschillende soorten tonijnen, zoals geelvintonijn, echte bonito of gestreepte tonijn en grootoogtonijn. Deze vorm van samenwerking tussen verschillende soorten wordt wel mutualisme genoemd. De jonge vissen worden volwassen als ze ongeveer 40 tot 80 kilo wegen.
De leeftijd waarop de blauwvintonijn geslachtsrijp wordt verschilt per populatie. De dieren in de oostelijke populaties zijn na vier tot acht jaar volwassen, die in de westelijke populaties na 12 tot 14 jaar. De blauwvintonijn kan in het wild een leeftijd bereiken van meer dan 35 jaar.

## In de cultuur

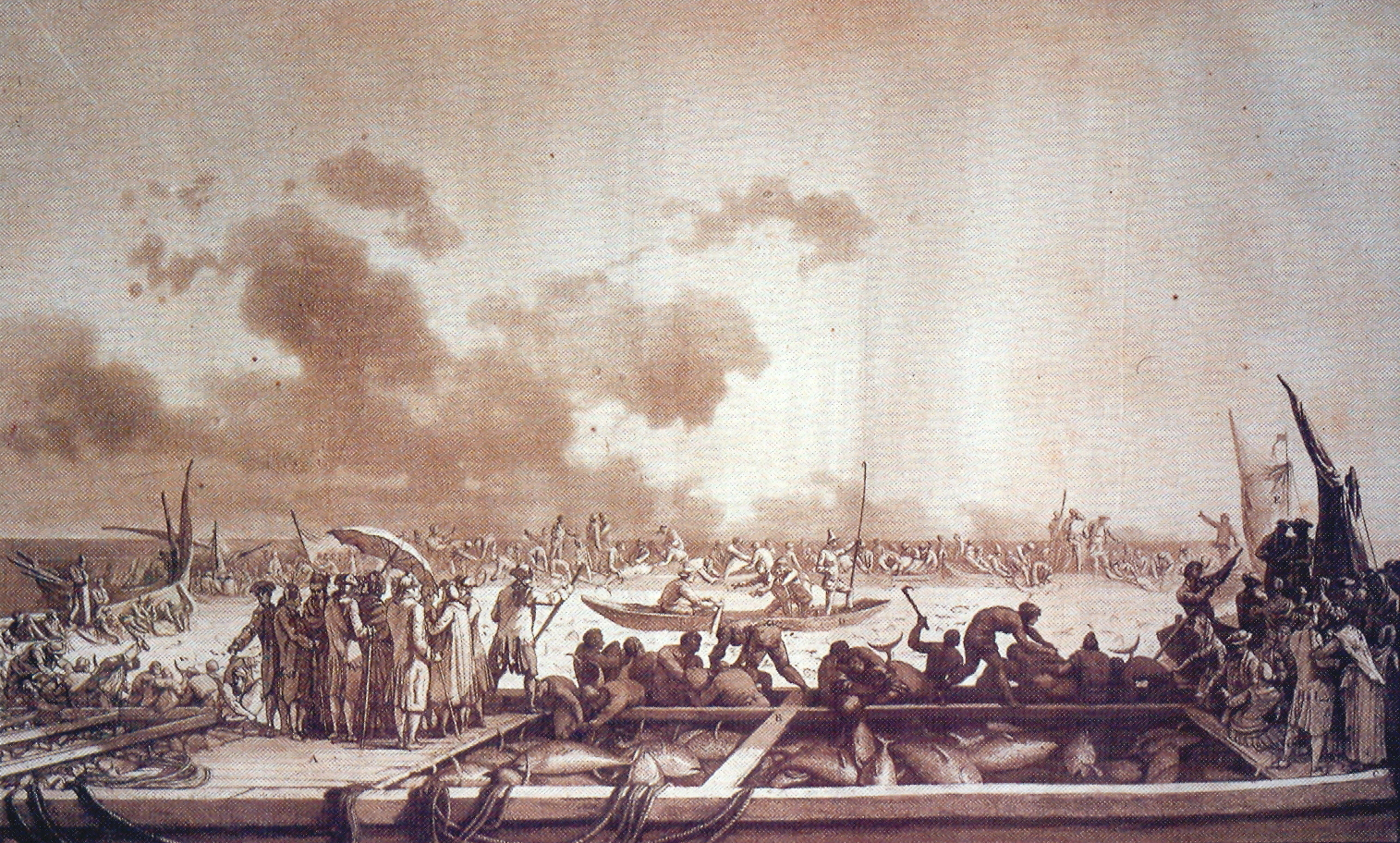
La pêche du thon (tonijnvisserij), door Jean-Pierre Houël uit 1782.

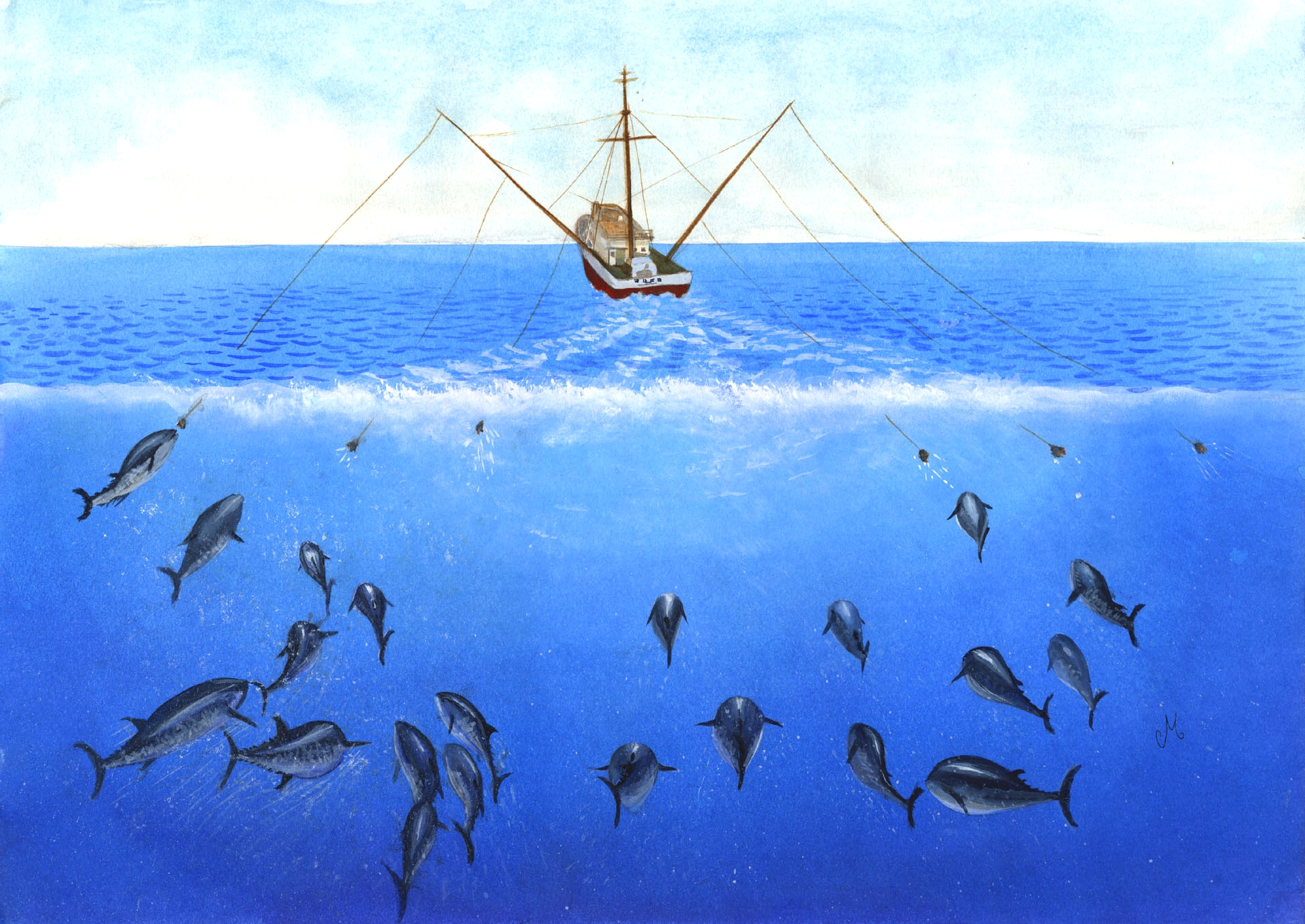
Bij trolling wordt niet met een net maar met meerdere lijnen gevist.

De blauwvintonijn speelt als sinds lange tijd een grote rol in de cultuur van de mens, met name in het Middellandse Zeegebied. Vroeger was tonijn een goedkoop product dat in grote hoeveelheden op de markt werd gebracht. Anno 2020 is het vlees van de verschillende blauwvintonijnen door zijn exclusiviteit erg prijzig en wordt gezien als een delicatesse vergelijkbaar met kaviaar.
Verschillende steden langs de Middellandse Zee hebben een tonijn in het wapenschild vanwege de rol in de cultuur. Een voorbeeld is de Franse gemeente Le Grau-du-Roi uit het departement Gard.

### Vangst
De blauwvintonijn is een van de vele soorten tonijnen waarop commercieel wordt gevist. De sterkst beviste soorten zijn de echte bonito (60% van alle tonijnen) en de geelvintonijn (25%). De grootoogtonijn (10%) en de witte tonijn (5%) zijn andere veel gevangen soorten. De blauwvintonijn maakt minder dan 1% uit van de totale hoeveelheid gevangen tonijn. De grootste aantallen tonijnen worden gevangen met staande netten die tot een kooi worden omgevormd, een dergelijk net wordt een ringnet of purse seine genoemd. Het staande net verkrijgt door een cirkelende beweging van het schip een ronde vorm. De uiteindelijke ringvormige opening aan de onderzijde van het net kan worden afgesloten. Hiermee worden vooral de kleinere tonijnsoorten gevangen die eindigen in conservenblikjes. Deze methode kent relatief veel bijvangst, zoals haaien en zeeschildpadden. Ook de pole and line methode wordt wel gebruikt, hierbij wordt de tonijn gelokt door kleine aasvisjes zoals sardientjes overboord te gooien. De vis wordt door de visser letterlijk aan de haak geslagen waarna deze achterwaarts op het dek wordt geslingerd.
De tonijnen kunnen ook worden opgejaagd met staande netten zodat ze in een afgeschermd deel van de kust zwemmen en hier massaal worden afgemaakt. Dit vindt onder andere plaats in Spanje. De Spaanse schilder Salvador Dalí heeft dit tafereel vereeuwigd in zijn schilderij Tuna Fishing.
Een andere vorm van de vangst van is trolling, bij de blauwvintonijn is dit een van de belangrijkste vangstmethoden. Hierbij vaart een schip met twee lange zijwaarts geplaatste staken of lijnen met hieraan meerdere lange vislijnen. Iedere lijn is voorzien van een haak met aas en zodra de haken zijn aangebeten door een tonijn worden de lijnen binnengehaald.
De blauwvintonijn wordt ook met de hengel gevangen, meestal vanaf een boot. Op kleinere boten kunnen ook meerdere hengels worden gebruikt wat een vorm van trolling is. Onder sportvissers staat deze soort bekend om zijn titanenstrijd die uren kan duren en waarvoor veel kracht vereist is. Het aan de haak slaan en binnenhalen van een blauwvintonijn wordt hierdoor beschouwd als een speciale tak van de hengelsport. Over het vissen op de blauwvintonijn is veel literatuur bekend.
De blauwvintonijn wordt anno 2020 steeds meer gekweekt in met netten afgeschermde delen van de zee. Deze exemplaren worden zo niet onttrokken aan de wildpopulaties. Omdat ze niet kunnen trekken kunnen ze zich ook niet meer voortplanten.

### Tonijn als voedsel

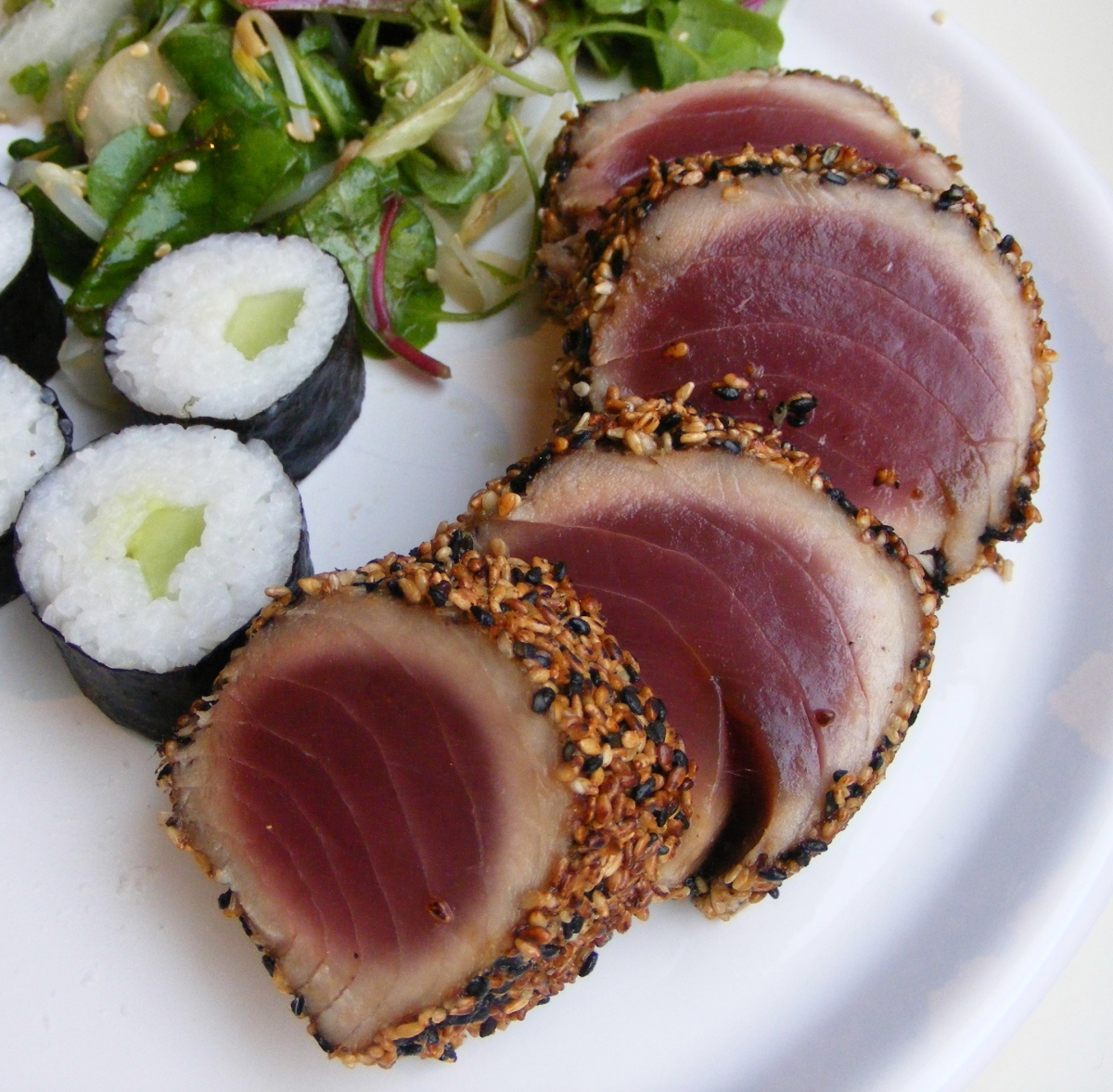
Tonijn wordt vaak rauw of licht aangebakken gegeten.

Zodra de tonijn is gevangen moet deze direct worden gekoeld of ingevroren. Het vlees van de blauwvintonijn bederft sneller dan dat van andere soorten vissen. Het vlees wordt het liefst rauw gebruikt in veel gerechten zodat het direct gekoeld moet worden.
De vis is met name populair in Japan waar men er sushi van maakt. Sushi met tonijn wordt maguro genoemd. Als alleen het rode spierweefsel wordt gebruikt van magere tonijnen wordt het akami genoemd en vlees van vette dieren wordt met ōtoro aangeduid. Het vlees afkomstig van weefsel dat tussen mager en vet in zit wordt chūtoro genoemd. Het vlees van magere dieren (uit het wild) is duurder dan dat van (in gevangenschap) vetgemeste blauwvintonijnen. Een andere bekend gerecht met tonijn is sashimi. Dit zijn dunne plakjes vis waarvoor verschillende vissoorten kunnen worden gebruikt.
In het vlees van tonijnen worden ook giftige stoffen gevonden, zoals kwik. Vooral in de blauwvin- en de grootoogtonijn (Thunnus obesus) wordt een relatief hoge concentratie kwik gevonden. In andere soorten zoals de geelvintonijn (Thunnus albacares) is de concentratie lager. Bij de blauwvintonijn zijn het met name exemplaren uit het Middellandse Zeegebied waarin een verhoogde concentratie kwik aangetroffen. Dit komt voornamelijk door milieuvervuiling. De concentratie in de lever is vaak hoger dan in de spieren van de vis. Het wordt door gezondheidsorganisaties afgeraden om tonijn in grote hoeveelheden te eten.
De prijs van een gemiddelde blauwvintonijn op de internationale vismarkt varieert afhankelijk van de kwaliteit van zeven- tot vijftienduizend euro. De eerst gevangen tonijn echter wordt per opbod verkocht, vergelijkbaar met de Nederlandse traditie waarbij het eerste tonnetje maatjesharing op vlaggetjesdag wordt geveild. Deze eerst gevangen tonijn wordt vaak voor astronomische bedragen verkocht. In 2013 werd de eerste tonijn geveild voor een bedrag van omgerekend 1,2 miljoen euro.

## Bedreiging en bescherming

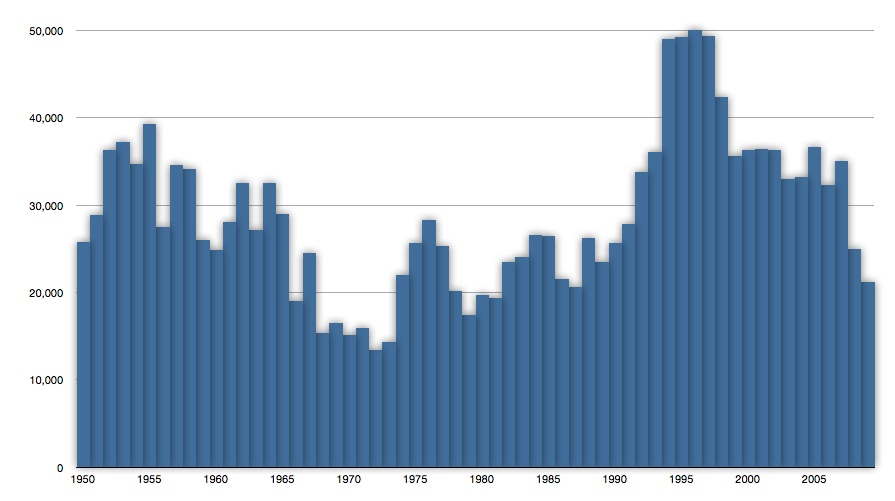
Gewicht aan gevangen blauwvintonijn in tonnen per jaar.

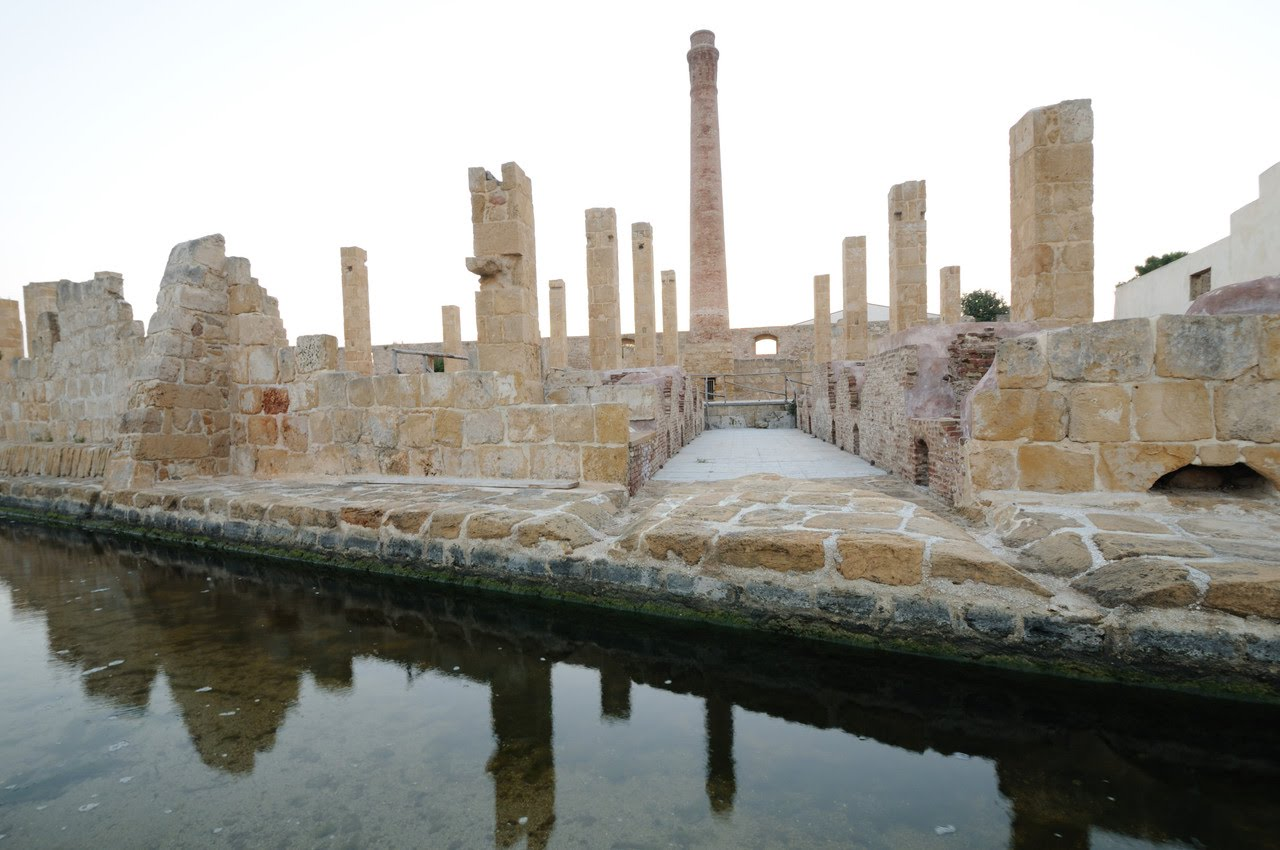
De verlaten tonijnverwerkingsplaats Tonnara di Vendicari, Italië.

Door de IUCN werd de blauwvintonijn van 1996 tot 2011 gezien als 'onzeker' (Data Deficient of DD) en van 2011 tot 2021 stond de tonijn te boek als 'bedreigd' (endangered of EN). Tegenwoordig wordt de soort beschouwd als 'veilig' (Least Concern of LC).
De blauwvintonijn wordt rond de Middellandse Zee al vele eeuwen bejaagd maar lange tijd wist de vis zich goed te handhaven. Sinds 2007 wordt de soort bedreigd als direct gevolg van overbevissing. In 2020 trekt de populatie weer aan, en kan er weer op de tonijn worden gevist.
Tot de jaren vijftig werden grotere blauwvintonijnen door vissers als een plaag gezien omdat ze de netten vernielden die bedoeld waren voor kleinere vissen. Daar kwam eind jaren vijftig, vlak na de Tweede Wereldoorlog, verandering in toen geïndustrialiseerde vistechnieken werden ontwikkeld en de tonijn op grote schaal werd gevangen. Van de blauwvintonijn is het jaarlijks aantal ton gevangen vis nooit boven de 100.000 gekomen. Andere tonijnen echter, zoals de geelvintonijn werden op veel grotere schaal binnengehaald, van deze soort werd rond 1990 zo'n 1,5 miljoen ton gevangen.
Het vlees van met name de blauwvintonijn werd populair in visgerechten in Japan en de prijs van tonijn begon te stijgen. Het lot van de blauwvintonijn veranderde gedurende de jaren zeventig en -80. Het aantal visserijbedrijven dat zich toespitste op de vangst van de blauwvintonijn nam snel toe. Nadat de populaties door de decennia heen sterk slonken zijn de meeste van dergelijke bedrijven failliet gegaan door de schaarste van de blauwvintonijn. Een bekende viswedstrijd, The Sharp Cup, in Nova Scotia met als doel de grootste tonijn te vangen werd gehouden van de vroege jaren dertig tot eind jaren 60. De tonijn werd dusdanig zeldzaam dat wedstrijden niet langer als verantwoord werden geacht.
In de jaren negentig intensiveerde de vangst echter weer; 1989 werd 23.500 ton gevangen, in 1993 36.000 ton en op het hoogtepunt in 1996 werd 52.700 ton. In 1999 werd 35.200 ton gevangen en Spanje was hiervan de grootste afnemer, gevolgd door Japan.
Sinds 1970 zijn de aantallen blauwvintonijn met 64% gekrompen. Ondanks de bedreigde status is de soort nog steeds in de handel verkrijgbaar. Er worden wel vangquota vastgesteld door bijvoorbeeld de ICCAT, dit is een intergouvermentele organisatie die als doel heeft om bedreigde vissoorten te beschermen. De commissie stelde ook vast dat vissen die kleiner dan 1,2 meter niet meer dan 15% van de totale vangst uitmaken om de groei van kleinere tonijnen te bevorderen. Sportvissers moeten als gevolg van de aangescherpte regels hun vangsten periodiek opgeven en mogen alleen met voorgeschreven hengels werken. De professionele visserij werd geconfronteerd met aangescherpte vangstquota, een korter vangstseizoen en het aantal verstrekte vergunningen werd verlaagd.
De ICCAT stelt aparte quota vast voor het westelijke en het oostelijke deel van de Atlantische Oceaan. De organisatie houdt er geen rekening mee dat de twee populaties tot dezelfde soort behoren en zich mengen. Per jaar wordt er steeds minder blauwvintonijn gevangen. Sinds 1970 is het aantal blauwvintonijnen met 64% gekrompen.
De regering van Monaco stelde een internationaal verbod voor betreffende de vangst van de blauwvintonijn maar dit werd in 2010 afgewezen. De Europese Unie bracht een afgezwakt voorstel maar ook dit haalde het niet. Veel landen rond de Middellandse Zee waren tegen.